# No Exit 2 - Rise Against
|  | Denne artikel er oprettet af botten PalnaBot ud fra en ekstern database. Den kan derfor have sproglige fejl eller mangler. Denne skabelon kan fjernes efter kontrol af indholdet. |

No Exit 2 - Rise Against er en kortfilm instrueret af Jesper Isaksen efter manuskript af Jesper Isaksen, Søren Jensen.